# Суха-Гура (Підляське воєводство)
Суха-Гура (пол. Sucha Góra) — село в Польщі, у гміні Суховоля Сокульського повіту Підляського воєводства.
Населення — 34 особи (2011).
У 1975-1998 роках село належало до Білостоцького воєводства.

## Демографія
Демографічна структура станом на 31 березня 2011 року:
|          | Загалом | Допрацездатний вік | Працездатний вік | Постпрацездатний вік |
| -------- | ------- | ------------------ | ---------------- | -------------------- |
| Чоловіки | 15      | 2                  | 9                | 4                    |
| Жінки    | 19      | 5                  | 7                | 7                    |
| Разом    | 34      | 7                  | 16               | 11                   |